# Dolna Połać
Dolna Połać – część wsi Stara Dębowa Wola w Polsce, położona w województwie świętokrzyskim, w powiecie ostrowieckim, w gminie Bodzechów.
W latach 1975–1998 Dolna Połać administracyjnie należała do województwa kieleckiego.
Wierni Kościoła rzymskokatolickiego należą do parafii św. Antoniego w Sarnówku.